# Peter Mattli

Peter Mattli 1992

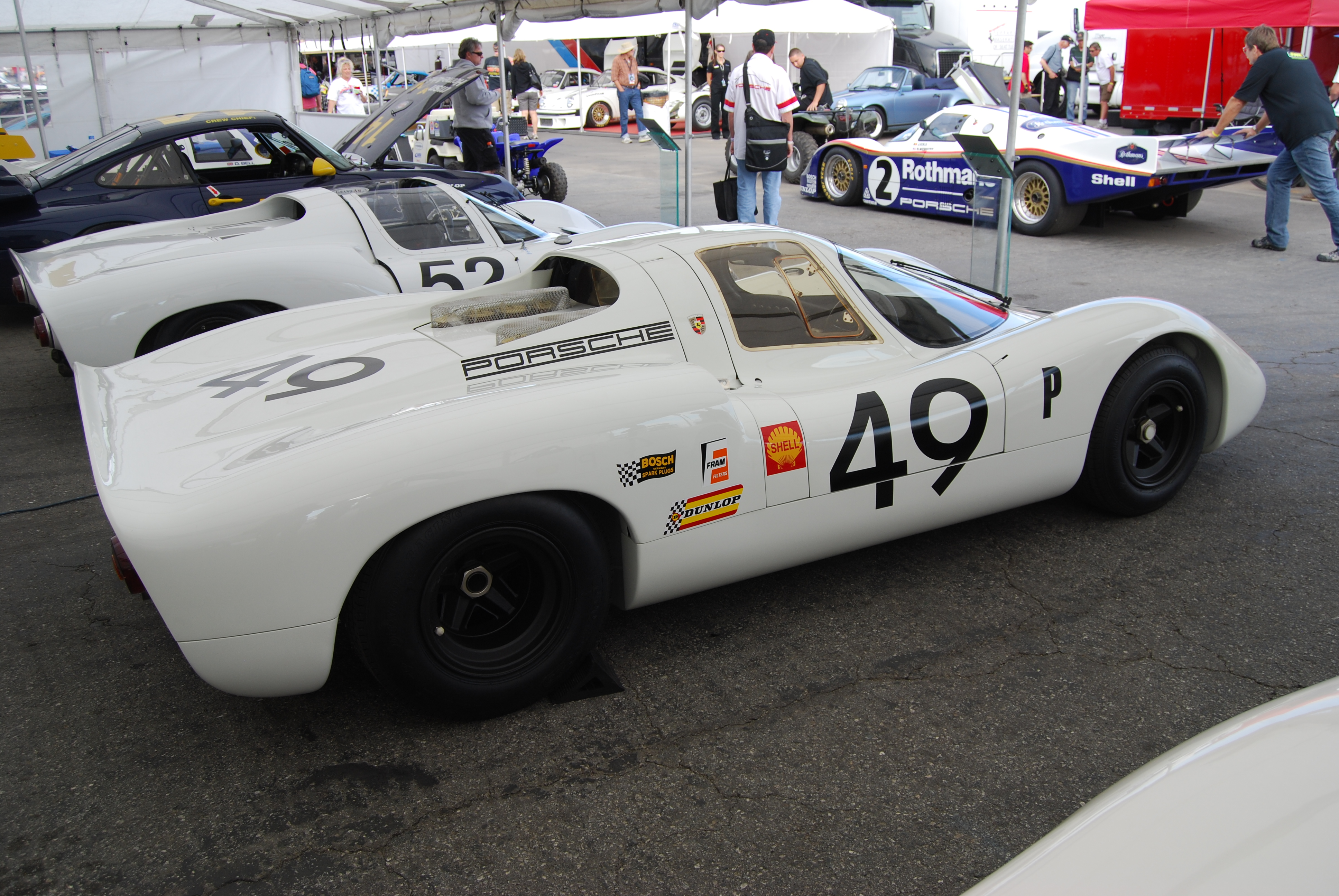
Der Porsche 907 mit dem Peter Mattli beim 24-Stunden-Rennen von Le Mans 1971 am Start war

Peter Mattli (* 31. Mai 1944 in Wassen) ist ein Schweizer Unternehmer, Politiker und ehemaliger Autorennfahrer.

## Unternehmer
Der Grossvater von Peter Mattli betrieb in den 1930er Jahren in Wassen an der Gotthardstrasse ein Pferdefuhrwerk-Unternehmen. 1931 erwarb er den ersten Lastwagen. Sein Sohn Otto, der Vater von Peter Mattli, gründete 1945 ein eigenes Transportunternehmen. 1949 wurden die letzten Pferde verkauft und der Fuhrbetrieb ausschliesslich mit Lastwagen geführt. Das Unternehmen wuchs stetig und profitierte in den 1970er Jahren vor allem vom Bau des Gotthard-Strassentunnels. 1981 übernahm Peter gemeinsam mit seinem Bruder Ruedi das Unternehmen, das heute neben dem Baustellentransport und dem Materialverkauf unter anderem auch ein Betonwerk betreibt. 
Nach seinem Einstieg in die Politik stieg Peter Mattli sukzessive aus der Geschäftsführung des Unternehmens aus, das heute in dritter Generation von seinem Neffen Pascal geführt wird.

## Politiker
Peter Mattli ist Mitglied der FDP.Die Liberalen und wurde 1987 in den Regierungsrat des Kantons Uri gewählt. Zwischen 1998 und 2000 amtierte er als Landammann und war damit Vorsitzender der Kantonsregierung. 2004 wurde er nicht wiedergewählt. Einige Jahre sass er im Vorstand des Eishockey-Vereins HC Ambrì-Piotta.

## Karriere als Rennfahrer
Peter Mattli war in den 1960er und 1970er Jahren als Rennfahrer aktiv. Er bestritt Bergrennen und fuhr ab 1971 einige Jahre Sportwagenrennen. Zweimal war er beim 24-Stunden-Rennen von Le Mans am Start. 1971 wurde er gemeinsam mit Walter Brun auf einem Porsche 907 Siebter in der Gesamtwertung. Diese Platzierung war gleichbedeutend mit dem Sieg in der Klasse für Prototypen bis 2 Liter Hubraum. 1972 beendete er das Rennen an der 18. Stelle der Gesamtwertung.

## Statistik

### Le-Mans-Ergebnisse
| Jahr | Team              | Fahrzeug    | Teamkollege | Teamkollege  | Platzierung            |
| ---- | ----------------- | ----------- | ----------- | ------------ | ---------------------- |
| 1971 | Wicky Racing Team | Porsche 907 | Walter Brun |              | Rang 7 und Klassensieg |
| 1972 | Wicky Racing Team | Porsche 907 | Walter Brun | Hervé Bayard | Rang 18                |

### Einzelergebnisse in der Sportwagen-Weltmeisterschaft
| Saison | Team         | Rennwagen               | 1   | 2   | 3   | 4   | 5   | 6   | 7   | 8   | 9   | 10  | 11  | 12  | 13  | 14  | 15  | 16  | 17  | 18  | 19  | 20  |
| ------ | ------------ | ----------------------- | --- | --- | --- | --- | --- | --- | --- | --- | --- | --- | --- | --- | --- | --- | --- | --- | --- | --- | --- | --- |
| 1965   | Peter Mattli | Alfa Romeo Giulia       | DAY | SEB | BOL | MON | MON | RTT | TAR | SPA | NÜR | MUG | ROS | LEM | REI | BOZ | FRE | CCE | OVI | NÜR | BRI | BRI |
| 1965   | Peter Mattli | Alfa Romeo Giulia       |     |     |     |     |     |     |     |     |     |     |     |     |     | 30  |     |     |     |     |     |     |
| 1966   | Peter Mattli | Alfa Romeo TZ           | DAY | SEB | MON | TAR | SPA | NÜR | LEM | MUG | CCE | HOK | SIM | NÜR | ZEL |     |     |     |     |     |     |     |
| 1966   | Peter Mattli | Alfa Romeo TZ           |     |     |     |     |     |     |     | DNF |     |     |     |     |     |     |     |     |     |     |     |     |
| 1971   | Wicky Racing | Porsche 908 Porsche 907 | BUA | DAY | SEB | BRH | MON | SPA | TAR | NÜR | LEM | ZEL | WAT |     |     |     |     |     |     |     |     |     |
| 1971   | Wicky Racing | Porsche 908 Porsche 907 |     |     |     |     | 10  |     |     |     | 7   |     |     |     |     |     |     |     |     |     |     |     |
| 1972   | Wicky Racing | Porsche 907             | BUA | DAY | SEB | BRH | MON | SPA | TAR | NÜR | LEM | ZEL | WAT |     |     |     |     |     |     |     |     |     |
| 1972   | Wicky Racing | Porsche 907             |     |     |     |     | 4   |     |     |     | 18  |     |     |     |     |     |     |     |     |     |     |     |